# Justo Lacunza
Justo Lacunza Balda MAfr (* 14. März 1944 in Pamplona, Spanien; † 12. Februar 2024 ebenda) war ein spanischer römisch-katholischer Ordensgeistlicher und Islamwissenschaftler.

## Leben
Justo Lacunza trat der Ordensgemeinschaft der Weißen Väter (MAfr) bei und war nach seiner Priesterweihe von 1969 bis 1974 Missionar in verschiedenen Ämtern in Tansania.
Lacunza studierte Arabische Sprachen (Lizentiat 1977) sowie Arabistik und Islamwissenschaft (BA 1978) am PISAI in Rom. Am Institut Bourguiba des Langues Vivantes der Université de Tunis absolvierte er von 1975 bis 1978 ein Aufbaustudium in arabischer Sprache. Er wurde 1989 mit einer Arbeit in Kiswahili über die afrikanische Sprache und Kultur, insbesondere über den Islam und die islamische Kultur, an der School of Oriental and African Studies (SOAS) der University of London promoviert.

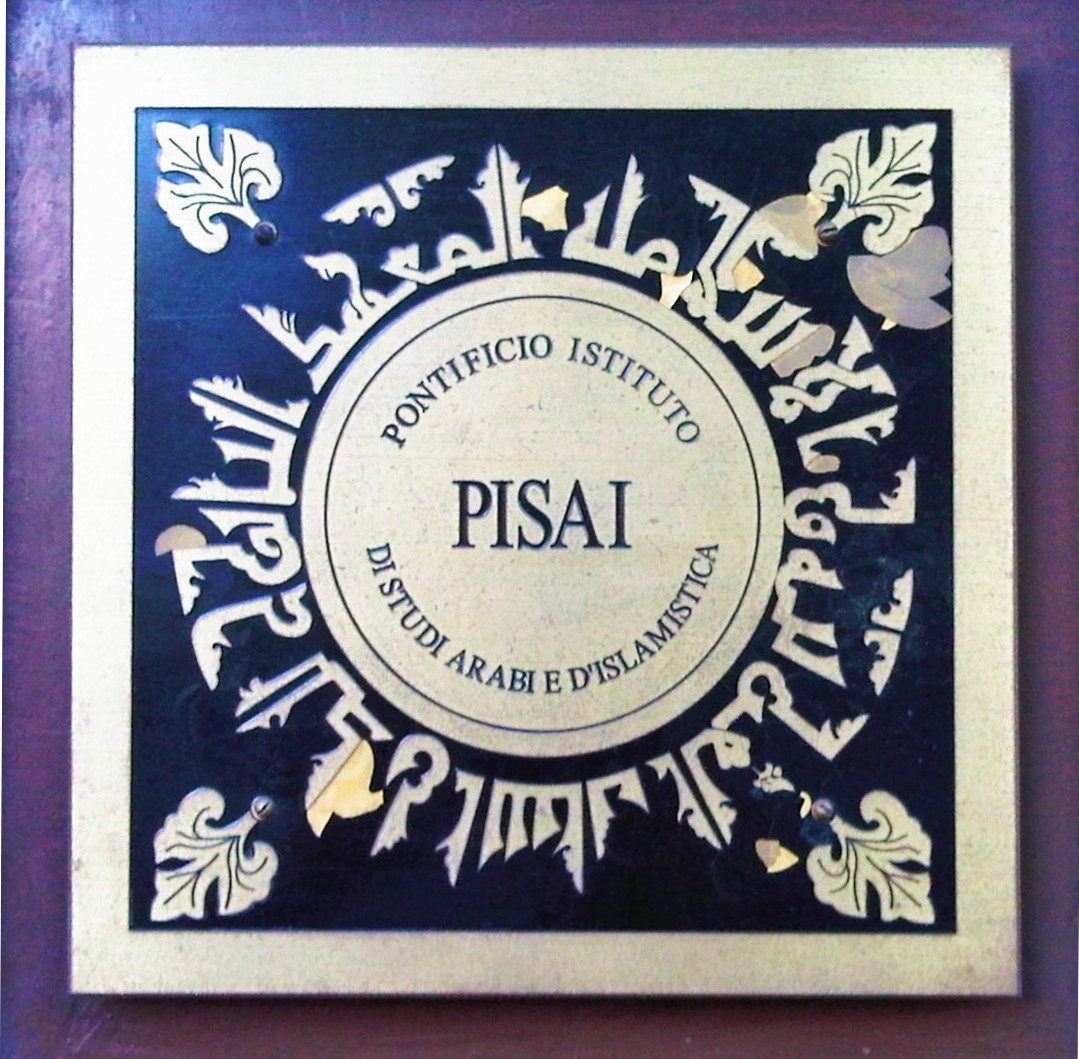
Eingangsplakette des Päpstlichen Instituts für Arabische und Islamische Studien (PISAI)

Von 1982 bis 1986 war er Assistenzprofessor am PISAI in Rom, ab 1989 Professor für Arabistik und Islamwissenschaft, ab 1995 Dekan. 2000 wurde er Rektor des Päpstlichen Instituts für Arabische und Islamische Studien (PISAI) in Rom. Sein Nachfolger wurde 2006 Ayuso Guixot MCCJ.
Er engagierte sich für eine Zusammenarbeit mit der Muslimbruderschaft. Lacunza veröffentlichte zahlreiche Arbeiten und Aufsätze zum Islam.

## Ehrungen und Auszeichnungen
- „Plakette für sein Engagement im Dialog zwischen den Kulturen“, verliehen durch den asiatischen Botschafter am Heiligen Stuhl (1999)
- „Botschafter des Friedens“, verliehen durch die Städte Eboli (2001), Barletta (2002) und Trani (2003)
- „International Educator“, verliehen durch das International Biographical Centre, Cambridge (2005)